# Intra-uteriene inseminatie
Intra-uteriene inseminatie (afgekort: IUI) is een voortplantingstechniek waarbij opgewerkte zaadcellen kunstmatig in de baarmoeder worden ingebracht. Een IUI kan de kans op zwangerschap verhogen doordat op het juiste moment in de menstruele cyclus de meest beweeglijke zaadcellen van de man in hoge concentratie dicht bij de vrijgekomen eicel worden gebracht.
De IUI is vaak de eerste fertiliteitsbehandeling die wordt toegepast, wanneer een vrouw niet langs de natuurlijke weg zwanger wordt. IUI is waarschijnlijk de meest toegepaste vruchtbaarheidsbehandeling in Nederland.

## Indicaties
Een mogelijke oorzaak van het uitblijven van zwangerschap langs natuurlijke weg is dat de slijmprop in de baarmoederhals voor het sperma ondoordringbaar blijft. De baarmoederhals produceert te weinig of vijandig slijm, waardoor de zaadcellen niet de baarmoeder in kunnen zwemmen. Wanneer dit het geval is kan IUI uitkomst bieden, omdat bij IUI de zaadcellen kunstmatig voorbij de slijmprop wordt ingebracht.
Een andere indicatie voor IUI is verminderde kwaliteit van het zaad. In dit geval zijn er te weinig beweeglijke zaadcellen of naar verhouding te veel zaadcellen met abnormale vorm. Door het opwerken van het zaad en het kunstmatig inbrengen in de baarmoeder zijn er mogelijk minder zaadcellen nodig om toch een zwangerschap te veroorzaken.
Vaak wordt IUI ook zonder specifieke indicatie toegepast, dus bij onbegrepen verminderde vruchtbaarheid.

## Voorwaarden
Een voorwaarde voor het slagen van een IUI behandeling is dat de eileiders van de vrouw doorgankelijk zijn. Voorafgaan aan IUI wordt daarom eerst gekeken of de menstruatiecyclus regelmatig is en of er elke maand een eisprong optreedt. Soms wordt een HSG (baarmoederfoto) en/of een laparoscopie (kijkoperatie) uitgevoerd om te zien of de eileiders goed doorgankelijk zijn, en of er geen endometriose is. Zie voor meer informatie de pagina over gynaecologisch onderzoek.
Een tweede voorwaarde voor het slagen van IUI is dat het sperma voldoende kwaliteit heeft, daarom wordt ook dat onderzocht aan de hand van een semenanalyse.
Soms wordt een samenlevingstest (post-coïtumtest) gedaan om de kwaliteit van het baarmoederslijm te bekijken en te onderzoeken of de zaadcellen van de man in het slijm kunnen overleven. De voorspellende waarde van een samenlevingstest wordt echter sterk in twijfel getrokken: er zijn meerdere onderzoeken waarin wordt aangetoond dat een samenlevingstest weinig voorspellende waarde heeft (en vaak wel stress geeft).

## IUI-behandeling
Met LH-urinetesten of door een vaginale echoscopie wordt het moment van de eisprong (ovulatie) vastgesteld. Op de dag van de verwachte ovulatie wordt met een injectiespuitje en een speciale katheter het al of niet opgewerkte sperma (bij opgewerkt sperma is het zaadvocht verwijderd) in de baarmoederholte of baarmoedermondkanaal gebracht. Soms wordt één of twee dagen na de inseminatie nog een controle-echo gemaakt, om te kijken of de eisprong heeft plaatsgevonden.
Is het sperma van de man van redelijke tot goede kwaliteit, dan wordt Kunstmatige Inseminatie sperma Echtgenoot, (meestal afgekort tot KIE) toegepast, met al of niet opgewerkt sperma. Als er helemaal geen levende zaadcellen in het sperma van de man aanwezig zijn, of als een vrouw zwanger wil worden maar geen mannelijke partner heeft, kan sperma van een zaaddonor gebruikt worden (Kunstmatige Inseminatie Donorsperma, meestal afgekort tot KID).
Een IUI-behandeling kan bij de vrouw op twee manieren gebeuren:
- in een gestimuleerde cyclus, of
- in een natuurlijke (spontane) cyclus.

### Gestimuleerde IUI
Bij een gestimuleerde IUI-behandeling neemt de vrouw ovulatiestimulerende medicijnen om de follikels (eiblaasjes) te laten groeien. Dit kan op twee manieren:
- Ovulatie-inductie (OI). Dit gebeurt meestal door het slikken van tabletten Clomifeencitraat (Clomid)[2]. Clomifeencitraat verlaagt de oestrogeenspiegel, waardoor de hypofyse gestimuleerd wordt meer FSH (follikelstimulerend hormoon) te produceren. Nadeel van het gebruik van clomifeencitraat is dat de verlaagde oestrogeenspiegel een negatieve invloed kan hebben op het baarmoederhalsslijm en het baarmoederslijmvlies. Dit kan soms de kans op innesteling verkleinen.
- Ovariële hyperstimulatie (OHS). Hierbij worden FSH (follikelstimulerend-hormoon)injecties gegeven om de follikels te laten groeien en wordt een LH-injectie gegeven om de ovulatie in gang te zetten. Er wordt gestreefd naar de groei van slechts een paar (1-3) follikels, daarom wordt gesproken van lichte hyperstimulatie. Dit in tegenstelling tot IVF/ICSI, waar men streeft naar groei van meerdere (3-20) follikels; daar spreekt men van geControleerde Ovariële Hyperstimulatie (COH).

Net als bij een ivf-behandeling begint het stimuleren van de follikelgroei gewoonlijk op dag 3 van de menstruele cyclus en duurt gewoonlijk tussen de 10 en 18 dagen. Gedurende deze tijd doet een arts regelmatig een echografie van de eierstokken en baarmoeder, om te zien of de follikels in het juiste tempo rijpen, en of het baarmoederslijmvlies voldoende dik is. Wanneer blijkt dat er meer dan 3 follikels rijp aan het worden zijn, dan wordt gewoonlijk de IUI-behandeling afgebroken, omdat de kans op meerlingen dan vrij groot is. In sommige gevallen wordt bij meer dan 3 rijpende follikels toch doorgezet, afhankelijk van de voorgeschiedenis en leeftijd van de vrouw. Aan een oudere vrouw, met slechte kwaliteit eicellen en meerdere mislukte fertiliteitsbehandelingen achter de rug, is het immers erg moeilijk uit te leggen dat ze een grote kans zal hebben op het krijgen van een meerling.
Als uit echo's blijkt dat de follikel(s) groot genoeg zijn, dan wordt de eisprong opgewekt met behulp van een HCG-injectie (bijvoorbeeld Pregnyl). Omdat - in tegenstelling tot gemeenschap - de inseminatie vaak maar één keer per maand kan worden toegepast en de eicel een beperkte levensduur heeft, is het voor het succes van de behandeling cruciaal dat de inseminatie op het meest vruchtbare moment plaatsvindt. De eisprong is te verwachten ongeveer 36-40 uur na de HCG-injectie.

### IUI in een natuurlijke cyclus
Wanneer IUI in een natuurlijke menstruatiecyclus wordt toegepast, neemt de vrouw geen hormooninjecties. Dit is minder belastend dan IUI in een gestimuleerde cyclus.
Ook bij IUI in een natuurlijke cyclus wordt vaak de follikelgroei bijgehouden door het regelmatig uitvoeren van vaginale echo's.
Het tijdstip van ovulatie wordt bepaald door een echo, of met een urine test waarin het LH (luteïniserend-hormoon)gehalte gemeten wordt. Een verhoogde LH-concentratie in de urine wijst op de aankomende ovulatie. Het is echter ook mogelijk om de eisprong op te wekken met behulp van een HCG injectie, op dezelfde manier als hierboven beschreven.

## Slagingskansen
Onderzoek wijst uit dat het zwangerschapspercentage na een gestimuleerde IUI-behandeling iets hoger ligt dan na behandeling in de natuurlijk cyclus. Echter, een gestimuleerde behandeling brengt meer stress met zich mee, omdat de vrouw zich dagelijks hormooninjecties moet toedienen. Ook is er een grotere kans op meerlingen. Ten slotte bestaat een kleine kans op het optreden van het Ovarieel Hyperstimulatie Syndroom .
Uit een onderzoek door het Fertiliteit centrum Elisabeth Ziekenhuis Tilburg blijkt dat de kans van slagen van een IUI-behandeling sterk afhankelijk is van de onderliggende oorzaak. Zoals te verwachten, is de kans op een geslaagde IUI poging het kleinst bij geblokkeerde eileiders ('tubapathologie'; 3,4%) en ernstige endometriose (4.8%). Het meest kansrijk is IUI wanneer de oorzaak ligt in de hormonale huishouding bij de vrouw ('hormonale factor'; 18.3%). Dit is waarschijnlijk te verklaren doordat deze vrouwen een gestimuleerde behandeling hebben ondergaan, waarbij de stimulatie de hormoonhuishouding tijdelijk heeft hersteld. Ook als de oorzaak ligt bij een verminderde kwaliteit van het zaad ('andrologische factor') dan is de kans op slagen relatief groot (15.3%).
Uit hetzelfde onderzoek blijkt dat ook de leeftijd van de vrouw een belangrijke factor bij voor het slagen van een IUI behandeling. De grootste kans op slagen is bij vrouwen van 28-29 jaar (19%), afnemend tot rond 5% bij vrouwen van 40 jaar of ouder.
Het aantal beweeglijke zaadcellen blijkt ook invloed te hebben op de kans op succes. Bij minder dan 1 miljoen opgewerkte zaadcellen (dit is het aantal goed mobiele zaadcellen dat overblijft na opwerking) is de kans op succes het laagst (5.8%), oplopend naar 18,6% bij 5-10 miljoen opgewerkte zaadcellen. Vreemd genoeg neemt de kans weer wat af als er meer dan 10 miljoen opgewerkte zaadcellen zijn.
Uit een onderzoek blijkt dat bij stellen met onverklaarde onvruchtbaarheid of stellen waarbij de man verminderd vruchtbaar was, de kans op zwangerschap per ongestimuleerde IUI-poging 7.4% was, en per gestimuleerde IUI poging 8.7%. Bij soortgelijke stellen die een IVF-behandelingen ondergingen was de kans op zwangerschap per IVF-cyclus 12.4% .

## Vergoeding vanuit het zorgstelsel
Sinds 2006 kent Nederland een nieuw zorgstelsel bestaande uit een basisverzekering en aanvullende verzekeringen. Vanaf 1 augustus 2008 worden IUI behandelingen onbeperkt vergoed vanuit het basispakket, zowel de onderzoeks- en specialistenkosten als de medicatie.